# Берсхотен
Берсхотен (нід. Beerschoten) — селище в нідерландській провінції Утрехт. Входить до муніципалітету Утрехтсе-Гевелрюг.
Перша згадка про населений пункт датується 1874 роком.